# أحمد لمطروش
أحمد بن درميع (1926 - 1959) يعرف باسم أحمد لمطروش ، وهو مناضل جزائري ولد ببرج الغدير، ولاية برج بوعريريج، لقب بـ رامبو الجزائر لقتله 611 من قوات الاستعمار الفرنسي من جنود وضباط.

## نشأته
نشأ في بيئة بدوية، تسودها القيم الإسلامية، والأخلاق الحميدة، وتربى مثلما تربى اترابه من أبناء الجزائريين محرومين من التعليم، فكان يتردد على الزاوية لحفظ بعض سور القران، وتعلم بعض مبادئ الدين والكتابة، حتى إذا بلغ أشده قام ببعض الأعمال لإعانة الاسرة في زراعة ارضهم، ورعاية المواشي.

## انضمامه للثورة
اندلعت الثورة في 1 نوفمبر 1954، وفي عام 1955 وصل الثوار إلى القرية[من؟] في بعثة لإيجاد الاتصال بين المنطقتين الأولى والثانية، وسقط بعضهم قتلى بوشاية وتوالت البعثات، ووصلت الطلائع الأولى إلى قرية أحمد بن درميع واستقبلها المواطنون.
كان يشتغل في تمهيد الطريق إلى القوات الاستعمارية ولربط سهل الحضنة ببرج بوعريريج في الظاهر ولتسهيل دخول قواتها إلى جبال الحضنة، احتسابا لما قد يؤول إليه الوضع، من جهة ثانية إلى ان. اغتنم الفرصة، وحمل المتفجرات التي كانت تستعمل لتفتيت الصخور التي تعترض من شق الطريق، حملها والتحق بفوج لمجاهدين الذين كان يتواجد بقسم برج الغدير فقدم الحمولة إلى قائد الفوج، طالبا بالانخراط في صفوف جيش التحرير الوطني، فلبت رغبته، واصبح جنديا بجيش التحرير مع العديد من شباب الجهة.

## عملياته ضد المستعمر الفرنسي
بالإضافة إلى مشاركته في عدد من المعارك التي خاضها مع أفواج المجاهدين، تميز بالعمليات البارزة التالية:
1. الهجوم على مزرعة سلاموا الواقعة بواد سلام حيث حكمت وغنمت المواشي التي كانت بها (مارس 1957).
2. الهجوم على مركز الحركي في اولاد خلوف.
3. الهجوم على قلال وقتل البريقادي قول في عملية فدائية أفريل 1957.
4. قتل المعمر صانتو ببير حمادي ماي 1957.
5. شارك في الهجوم على المركز العسكري الموجود بمزرعة فيقي بدوار ابن ذياب.
6. عندما قامت القوات العسكرية الغازية بترحيل سكان دوار أولاد تبان وإعلان دوارهم منطقة محرمة قام بإخراج أسر المجاهدين والشهداء من محتشد الكومبانيه قرب مدينة العلمة ومن بينه زوجتهم وطفله ناصر.

- تميزت أعماله في سنة 1958 بعملية فدائية ضد غلاة المعمرين والخونة. منها

1. إعدام المعمر بيجول براس الواد ومورس برشلي امام مقر بلدية راس الواد وكذا بعض الخونة في أماكن متفرقة.
2. . في شهر ديسمبر 1958 أسر عسكريين فرنسيين في مدينة سطيف واستطاع بمفرده ان يخرجهما من المدينة وينتقل بهما إلى مقر المنطقة الأولى من الولاية الأولى سالمين اين سلمهما للمسؤولين. وكان متحمسا وفخورا حيث قال بالحرف الواحد:

| أحمد لمطروش | صيدت زوج فروخا | أحمد لمطروش |

معناه اصطدت عصفوريين وكان أصدقائه المجاهدين يحذرونه من مغبة العمل الفردي. حيث وصلتهم اخبار تؤكد ترصد العدو له. فابتسم كعادته ومضي إلى عمله

## أسره وهروبه
عند مشاركته في الهجوم على المركز العسكري الموجود بمزرعة فيقي بدوار ابن ذياب جرح واسر، وبقي في الاسر حوالي 3 أشهر، لكنه استطاع الفرار من السجن والتحق مرة أخرى بالثوار والثورة.

## وفاته
كان يأمل في تجريد حراس (القراد موبيل) المتمركزين بمقر شركة الكهرباء والغاز بشارع أول نوفمبر الآن بمدينة سطيف من السلاح ولكنه قُتل أثناء تبادل إطلاق الرصاص، وكان هذا في اخر شهر يناير 1959 أو فبراير من نفس السنة.